# San Silvestre en Capite (título cardenalicio)
San Silvestre en Capite es un título cardenalicio de la Iglesia católica. También es conocido como San Silvestre en Campo Martis, San Silvestre inter duos hortos y San Silvestre en Cata Pauli. Fue instituido por el papa León X en el consistorio del 1 de julio de 1517, en el que incrementó significativamente el número de cardenales.

## Titulares

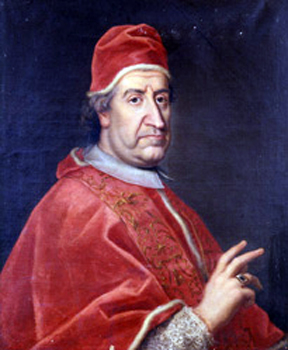
Clemente XI.

- Louis de Bourbon-Vendôme (agosto 1517 - 11 de junio de 1521)
  - Vacante (1521 - 1540)
- Uberto Gambara (28 de enero de 1540 - 23 de marzo de 1541)
- Tommaso Badia, O.P. (12 junio 1542 - 6 septiembre 1547)
  - Vacante (1547 - 1551)
- Fabio Mignanelli (4 diciembre 1551 - 12 junio 1556)
- Taddeo Gaddi (24 marzo 1557 - 22 diciembre 1561)
  - Vacante (1561 - 1565)
- Annibale Bozzuti (15 mayo 1565 - 6 octubre 1565)
- Marcantonio Bobba (8 febrero 1566 - 2 junio 1572)
  - Vacante (1572 - 1585)
- François de Joyeuse (20 mayo 1585 - 11 diciembre 1587)
- Pietro de Gondi (23 mayo 1588 - 17 febrero 1597)
- Francisco Dávila y Guzmán (21 abril 1597 - 8 enero 1599)
- Franz Seraph von Dietrichstein (17 marzo 1599 - 27 septiembre 1623)
- Melchior Khlesl (20 noviembre 1623 - 1 julio 1624)
  - Vacante (1624 - 1631)
- Giovanni Battista Maria Pallotta (26 mayo 1631 - 23 septiembre 1652)
- Girolamo Colonna (23 septiembre 1652 - 9 junio 1653)
- Carlo Rossetti (9 marzo 1654 - 14 noviembre 1672)
- Gaspare Carpegna (14 noviembre 1672 - 19 octubre 1689)
- Girolamo Casanate (7 noviembre 1689 - 3 marzo 1700)
- Giovanni Francesco Albani (30 marzo 1700 - 23 noviembre 1700 elegido papa Clemente XI)
- Johann Philipp von Lamberg (3 enero 1701 - 21 octubre 1712)
- Lodovico Pico della Mirandola (21 noviembre 1712 - 24 abril 1728)
- Prospero Marefoschi (20 septiembre 1728 - 24 febrero 1732)
- Francesco Scipione Maria Borghese (31 marzo 1732 - 20 mayo 1743)
- Vincenzo Bichi (20 mayo 1743 - 23 septiembre 1743)
- Antonio Maria Ruffo (23 septiembre 1743 - 22 febrero 1753)
- Federico Marcello Lante Montefeltro della Rovere (9 abril 1753 - 13 julio 1759)
- Ferdinando Maria de' Rossi (19 noviembre 1759 - 14 diciembre 1767)
- François-Joachim de Pierre de Bernis (26 junio 1769 - 18 abril 1774)
- Innocenzo Conti (3 abril 1775 - 15 diciembre 1783)
  - Vacante (1783 - 1787)
- Giovanni Maria Riminaldi (29 enero 1789 - 12 octubre 1789)
- Francesco Carrara (11 abril 1791 - 26 marzo 1793)
- Carlo Livizzani Forni (21 febrero 1794 - 1º julio 1802)
- Bartolomeo Pacca (9 agosto 1802 - 2 octubre 1818)
  - Vacante (1818 - 1823)
- Antonio Pallotta (16 mayo 1823 - 19 julio 1834)
- Luigi Bottiglia Savoulx (1º agosto 1834 - 14 septiembre 1836)
- Costantino Patrizi Naro (21 noviembre 1836 - 20 abril 1849)
- Jacques-Marie-Adrien-Césaire Mathieu (18 marzo 1852 - 9 julio 1875)
- Louis-Marie-Joseph-Eusèbe Caverot (25 junio 1877 - 24 marzo 1884)
  - Vacante (1884 - 1891)
- Vincenzo Vannutelli (4 junio 1891 - 19 abril 1900)
- Donato Raffaele Sbarretti Tazza (7 diciembre 1916 - 17 diciembre 1928)
- Luigi Lavitrano (19 diciembre 1929 - 2 agosto 1950)
- Valerio Valeri (15 enero 1953 - 22 julio 1963 difunto)
- John Carmel Heenan (25 febrero 1965 - 7 noviembre 1975)
- Basil Hume, O.S.B. (24 mayo 1976 - 17 junio 1999)
- Desmond Connell (21 de febrero de 2001 - 21 de febrero de 2017)
- Louis-Marie Ling Mangkhanekhoun (28 de junio de 2017)